# Bourbon-l’Archambault
Bourbon-l’Archambault település Franciaországban, Allier megyében. Lakosainak száma 2542 fő (2022. január 1.). Bourbon-l’Archambault Agonges, Autry-Issards, Franchesse, Gipcy, Meillers, Saint-Aubin-le-Monial, Saint-Menoux, Saint-Plaisir és Ygrande községekkel határos.

## Népesség
A település népességének változása:
| Lakosok száma | 2607 | 2550 | 2630 | 2617 | 2559 | 2556 | 2559 | 2572 | 2566 | 2542 |
|               | 1968 | 1982 | 1990 | 2006 | 2013 | 2015 | 2017 | 2019 | 2020 | 2022 |